# باولا غريفين
باولا غريفين (بالإنجليزية: Paula Griffin)‏ هي لاعبة كرة الشبكة نيوزيلندية، ولدت في 11 يوليو 1988.